# Vivy
 Vivy  es una población y comuna francesa, en la región de Países del Loira, departamento de Maine y Loira, en el distrito de Saumur y cantón de Allonnes (Maine y Loira).

## Demografía
| 1375 | 1434 | 1672 | 1806 | 1885 | 1873 |
| Para los censos de 1962 a 1999 la población legal corresponde a la población sin duplicidades (Fuente: INSEE [Consultar]) |      |      |      |      |      |